# Ятченко Ірина Василівна
Ірина Василівна Ятченко (біл. Ірына Васільеўна Ятчанка, нар. 31 жовтня 1965, Гомель, Білорусь) — радянська та білоруська легкоатлетка, що спеціалізується на метанні диска, бронзова призерка Олімпійських ігор 2000 року, чемпіонка світу.

## Кар'єра
| Рік                           | Змагання         | Місто              | Місце            | Примітки         |
| Представник СРСР              | Представник СРСР | Представник СРСР   | Представник СРСР | Представник СРСР |
| ----------------------------- | ---------------- | ------------------ | ---------------- | ---------------- |
| 1990                          | Чемпіонат Європи | Спліт, Югославія   | 5                | 65.16 м          |
| 1991                          | Чемпіонат світу  | Токіо, Японія      | 7                | 64.92 м          |
| Представник Об'єднана команда |                  |                    |                  |                  |
| 1992                          | Олімпійські ігри | Барселона, Іспанія | 7                | 63.74 м          |
| Представник Білорусь          |                  |                    |                  |                  |
| 1995                          | Чемпіонат світу  | Гетеборг, Швеція   | 9                | 60.48 м          |
| 1996                          | Олімпійські ігри | Атланта, США       | 12               | 60.46 м          |
| 1997                          | Чемпіонат світу  | Афіни, Греція      | 5                | 62.58 м          |
| 1998                          | Чемпіонат Європи | Будапешт, Угорщина | 8                | 61.20 м          |
| 1999                          | Чемпіонат світу  | Севілья, Іспанія   | 9                | 62.99 м          |
| 2000                          | Олімпійські ігри | Сідней, Австралія  | 3                | 65.20 м          |
| 2001                          | Чемпіонат світу  | Едмонтон, Канада   | 9                | 59.45 m          |
| 2003                          | Чемпіонат світу  | Париж, Франція     | 1                | 67.32 м          |
| 2004                          | Олімпійські ігри | Афіни, Греція      | DSQ              | 66.17 м          |
| 2006                          | Чемпіонат Європи | Гетеборг, Швеція   | 10               | 59.65 м          |
| 2007                          | Чемпіонат світу  | Осака, Японія      | 9                | 58.67 м          |
| 2008                          | Олімпійські ігри | Пекін, Китай       | 11               | 59.27 м          |
| 2009                          | Чемпіонат світу  | Берлін, Німеччина  | —                | NM               |